# 美洲国家间互助条约
美洲国家间互助条约（Inter-American Treaty of Reciprocal Assistance，又被称为泛美互助条约、里约条约）是美国与多个美洲国家于1947年9月2日在里约热内卢签署的地区性军事同盟条约，该条约于1948年3月12日正式生效，该条约的中心原则参照1945年制定的《联合国宪章》第51条规定的集體自衛權，规定了任何一国对美洲一国的武装攻击应视为对全体美洲国家的武装攻击。
签约初期的成员国包括多明尼加、危地马拉、哥斯达黎加、秘鲁、萨尔瓦多、巴拿马、巴拉圭、委内瑞拉、智利、洪都拉斯、古巴、玻利维亚、哥伦比亚、墨西哥、海地、乌拉圭、美国、阿根廷和巴西等国家。此后，尼加拉瓜、厄瓜多尔、千里達及托巴哥、巴哈马等国亦签署该条约成为成员国。1962年1月，古巴被暂停成员国资格。
1982年，缔约国之一的阿根廷发动马岛战争，并援引《美洲国家间互助条约》企图获得支持，但该举动未获得美国支持。
2001年，美国遭受在九一一袭击事件后，美洲国家组织于同年9月19日启动条约相关条款，以支持遭受恐怖袭击的美国。
2012年6月5日，玻利维亚、尼加拉瓜、委内瑞拉、厄瓜多尔四国启动退出该条约的程序，并于两年后正式退约。2017年4月27日，委内瑞拉政府正式启动退出该组织的程序并经历两年程序后于2019年4月27日正式退出该条约，2019年7月24日，委内瑞拉全国代表大会通过重新加入《美洲国家间互助条约》决议，并在此后再次成为该条约缔约国。

## 成员国
- 阿根廷（1948年至今）
- 巴哈马 (1982年至今)
- 巴西 （1948年至今）
- 智利（1948年至今）
- 哥伦比亚（1948年至今）
- （1948年至今）
- （1948年至今）
- 薩爾瓦多 （1948年至今）
- （1948年至今）
- 海地（1948年至今）
- （1948年至今）
- 巴拿马 （1948年至今）
- 巴拉圭（1948年至今）
- 秘魯（1948年至今）
- 千里達及托巴哥 （1967年至今）
- 美国（1948年至今）
- 乌拉圭 （1948–2019, 2020年至今）[a]
- 委內瑞拉（1948–2015, 2019年至今）[b]

暂停资格:
- 古巴 (1948–1962) [c]

前缔约国:
- 玻利维亚 (1948–2014)[d]
- (1948–2016)[e]
- 墨西哥 (1948–2004)[f]
- 尼加拉瓜 (1948–2014)[g]

## 脚注
1. ↑  2019年乌拉圭宣布启动退约程序但于2020年中止了退约程序[4]
2. ↑  2013年，委内瑞拉启动退约程序，并于2015年正式退约。委內瑞拉總統與議長地位危機期间委国内就该条约引发争议。2019年7月23日委内瑞拉全国代表大会批准再入该条约并获美洲国家组织批准同意，成为缔约国[7][9]
3. ↑  1962年，古巴的缔约国成员资格被暂停[3]
4. ↑  玻利维亚在2012年启动退约程序
5. ↑  厄瓜多尔在2014年启动退约程序
6. ↑  墨西哥在2002年启动退约程序
7. ↑  尼加拉瓜在2012年启动退约程序